# Anthea McIntyre
Anthea McIntyre (født 29. juni 1954) er trods sit nederlag ved Europa-Parlamentsvalget i 2009 siden 2011 britisk medlem af Europa-Parlamentet, medlem Konservative Parti (UK) (indgår i parlamentsgruppen ECR).